# アディラ・ファキーリ
アディラ・ファキーリ（Adila Fachiri, 1889年2月26日 ブダペスト - 1962年12月15日）はハンガリー人の女性ヴァイオリニスト。妹イェリー・ダラーニともどもイングランドを拠点に演奏活動を行なった。
本名はアディラ・アラーニ＝デ＝フニャドヴァール（Adila Arányi de Hunyadvár）といい、ブダペスト王立音楽アカデミーで初期の音楽教育を受ける。10歳よりイェネー・フバイに師事してヴァイオリンの学習を開始。17歳でディプロマを取得すると、ベルリンに留学して大おじヨーゼフ・ヨアヒムの薫陶を受ける。ヨアヒムの歿年までその指導を受けており、ヨアヒムの個人指導を受けることのできたおそらく唯一の門人であったと思われる。また、ヨアヒムの形見のストラディヴァリウスの一つ1715年製「ヨアヒム／アラーニ」を相続した。
1909年に初めてイギリスに行き、1915年にロンドンに暮らす法廷弁護士アレグザンダー・ファキーリと結婚。1924年までに、ロンドンでの定期的な演奏活動に加えて、ハンガリーやオーストリア、ドイツ、イタリア、フランス、オランダの主要な都市で公開演奏を行なった。
アディラ・ファキーリはドナルド・フランシス・トーヴィのピアノでベートーヴェンの《ヴァイオリン・ソナタ第10番》の録音を遺した。ベーラ・バルトークからは2曲のヴァイオリンソナタを、アーサー・サマヴェルからは《ヴァイオリン協奏曲》（1930年）を献呈されている。1930年4月3日にはクィーンズホールにおいて、妹イェリー・ダラーニと共にオスカル・フリート指揮（旧）ロイヤル・フィルハーモニー管弦楽団と共演し、グスターヴ・ホルストの《2つのヴァイオリンのための二重協奏曲》の初演を行なった。
アディラ・ファキーリは妹イェリー・ダラーニと同じく、心霊主義や交霊術に興味を持っていた。1933年3月にロンドンで交霊術に参加した際、ローベルト・シューマンの亡霊が現れ、「シューマン本人やヨアヒムの肉声」によって《ヴァイオリン協奏曲》が二人の姉妹に託されたという。

## 註
1. ↑  "National Gramophonic Society", 78rpm record nos. 114-117.